# Cyclura carinata
Cyclura carinata Harlan, 1824 è una specie di sauro della famiglia degli Iguanidi endemico delle isole Turks e Caicos, nelle Antille. Con una lunghezza da adulta di 770 mm, questa iguana di colore variabile dal verde al grigio-brunastro è uno dei più piccoli rappresentanti del genere Cyclura. Presenta una cresta dorsale di lunghe spine. È un animale essenzialmente erbivoro che si nutre di foglie, di fiori e di frutti, che raccoglie al suolo o arrampicandosi sugli alberi.
Cyclura carinata è un animale eterotermo, molto attivo durante la stagione calda, quando trascorre alcuni minuti a riscaldarsi al sole prima di andare in cerca di cibo, ma molto meno d'inverno, quando rimane la maggior parte del tempo all'interno del suo rifugio, senza entrare in una vera e propria ibernazione. I maschi sono territoriali, e difendono le femmine con le quali si accoppiano nel mese di maggio. Queste depongono tra due e nove uova in tane scavate da loro stesse in un substrato morbido, non troppo in profondità. Le uova si schiudono 90 giorni più tardi, e le giovani iguane scavano verticalmente nel terreno per uscire all'aria aperta.
Come quella delle altre specie di iguana, la popolazione di Cyclura carinata è in declino. È minacciata soprattutto dalla predazione da parte di animali introdotti sulle isole come gatti e cani, malgrado la protezione garantitale dalla legislazione e i progetti locali di trasferimento di popolazioni in zone dalle quali era scomparsa.

## Descrizione

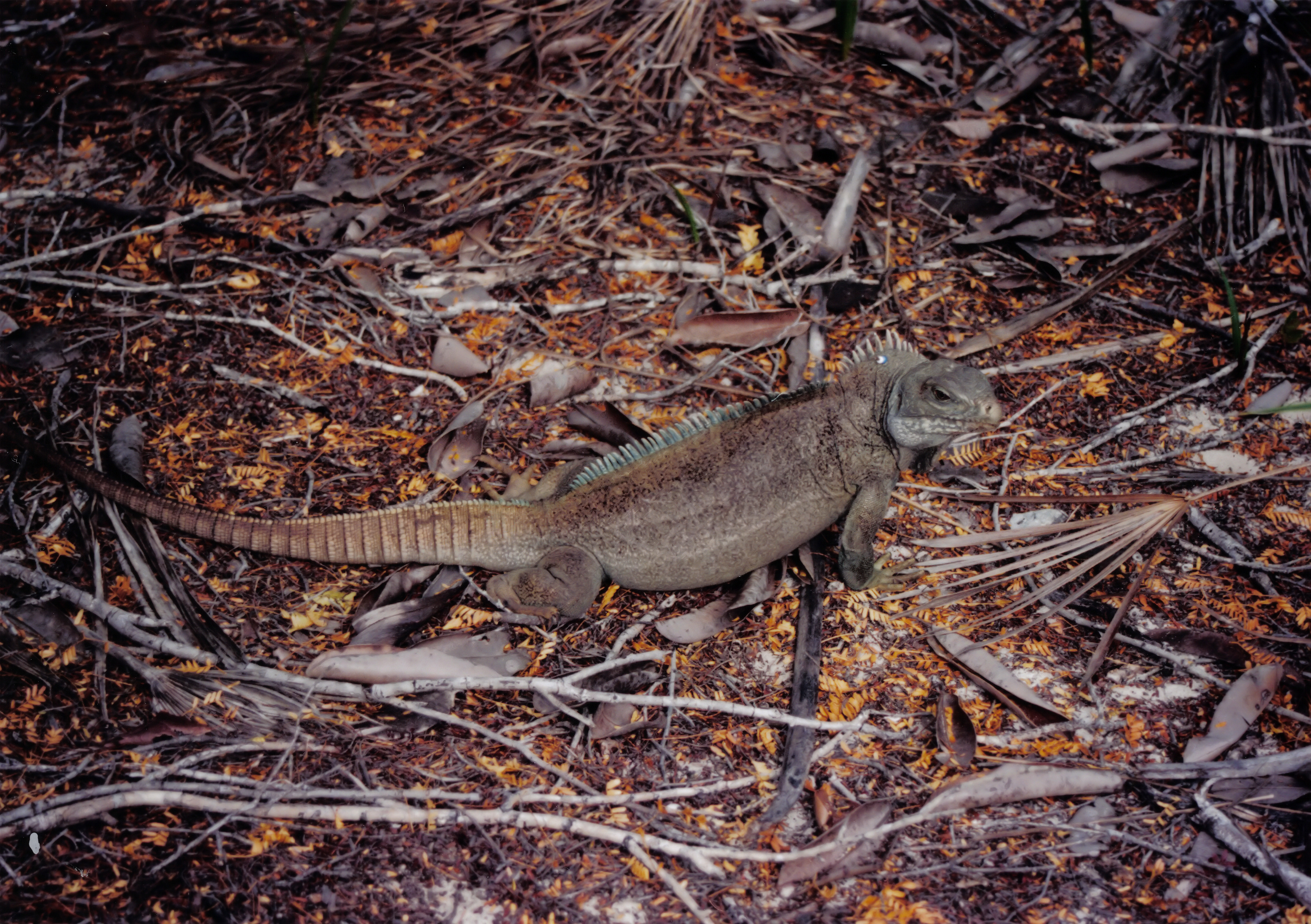
Cyclura carinata.

Con una lunghezza da adulta inferiore ai 770 mm, Cyclura carinata è una delle specie più piccole di Cyclura. Il colore di base della lucertola può variare dal verde al grigio-brunastro, generalmente marcato da motivi scuri. La colorazione varia durante la giornata: è infatti più scura di notte e verso il tramonto che in pieno giorno. Si tratta certamente di un adattamento correlato alla termoregolazione. Inoltre esistono notevoli differenze di colorazione da una popolazione all'altra. Le iguane presentano anche 9 o 10 bande più chiare che attraversano il corpo. Questi motivi sono visibili soprattutto nei giovani, e spariscono mano a mano con l'età. Questa iguana possiede delle spine dorsali più grandi di quelle delle altre specie di iguana. Tali spine mancano a livello delle anche e delle spalle. Le 16-20 spine della nuca sono nettamente più grandi delle 45-75 spine presenti sul resto del dorso, e possono raggiungere i 2 cm.
La specie non presenta le grandi squame sulla superficie superiore della testa caratteristiche di altre specie di Cyclura. Le narici sono in gran parte a contatto con il rostro, e le regioni frontale, fronto-parietale e occipitale sono coperte da piccole squame irregolari dai bordi ben visibili. Le squame situate intorno agli occhi sono più piccole di quelle del resto della testa. Cyclura carinata ha una dentatura eterodonte, tipica delle iguane. I denti sono monocuspidati a livello della sinfisi e fino ai premascellari, mentre i denti più anteriori sono nettamente tricuspidati.
Questa specie presenta un dimorfismo sessuale ben marcato, ancora più evidente che nella maggior parte delle altre specie del genere Cyclura. I maschi sono più grandi delle femmine (la loro massa corporea è in media due volte più grande) e possiedono creste dorsali più grandi e pori femorali più marcati sulle cosce, che vengono utilizzati per liberare feromoni rivolti ad attirare delle compagne e a marcare il territorio.

## Biologia

### Comportamento

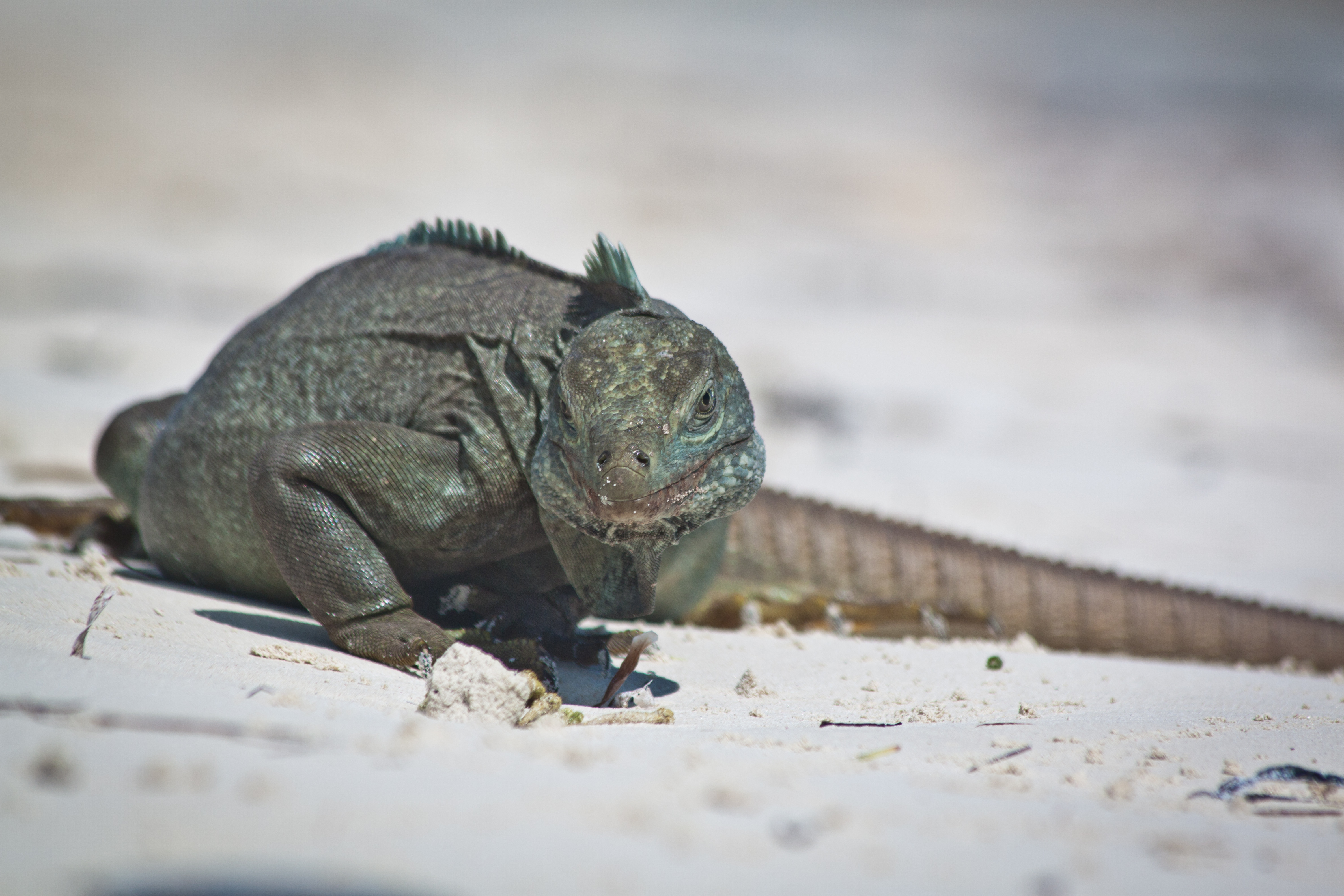
Cyclura carinata in un parco dell’isola di Providenciales, sulle isole Turks e Caicos.

Cyclura carinata è un animale essenzialmente terricolo, ma presenta ancora abitudini arboricole. Si arrampica sugli alberi con grande abilità, e giovani di età inferiore alle due settimane sono stati osservati su cespugli di 1,5 m di altezza. Le iguane si arrampicano sugli alberi alla ricerca di cibo, ma anche per trovare siti per riscaldarsi e mantenere la loro termoregolazione. Quando vengono disturbate, possono scendere molto rapidamente da questi posatoi, talvolta lasciandosi cadere anche da vari metri di altezza. Cyclura carinata utilizza un territorio le cui dimensioni variano a seconda dell'individuo e del luogo, ma che sono state stimate tra le 7 e le 24 are nel corso di uno studio condotto da Iverson. Come quella di molte altre lucertole, la coda ricresce nel caso venga recisa, con una velocità che varia in base all'età dell'animale e alla posizione in cui è avvenuta la rescissione.
Durante la stagione calda, questa iguana è particolarmente attiva durante il giorno, fatta eccezione per le ore più calde di metà giornata. Nei mesi più caldi può effettuare numerose sortite, e nell'arco di una sola giornata può attraversare l'intero suo territorio. La sua attività è meno intensa nei mesi meno caldi. Durante l'inverno, Cyclura carinata non entra completamente in ibernazione, ma riduce notevolmente le sue attività: esce dalla tana unicamente durante le ore più calde della giornata, e solamente per riscaldare il corpo al sole in prossimità del proprio rifugio. Per sopravvivere durante i mesi freddi può fare affidamento sulle sue riserve di grasso, immagazzinate soprattutto a livello dell'addome. L'iguana inizia la sua giornata riscaldandosi al sole, per un periodo che varia a seconda della temperatura, poi va in cerca di cibo per il resto della giornata. Cyclura carinata dispone di una vista eccellente che le permette di distinguere forme e movimenti anche da lunga distanza. Tuttavia, la sua vista è scarsa quando vi è poca luminosità, a causa del piccolo numero di bastoncelli. Possiede cellule chiamate «doppi coni» che le conferiscono una buona visione dei colori e che le permettono di vedere nell'ultravioletto. Questa capacità risulta particolarmente utile quando l’animale cerca di assorbire quantità sufficienti di UVA e UVB alla luce del sole per produrre vitamina D.
Cyclura carinata è un animale territoriale. I maschi dominanti difendono un territorio ove si trovano una o più femmine dagli altri maschi adulti, nonché dai giovani maschi subordinati che non hanno ancora acquisito un territorio. Come le altre specie di iguane Cyclura, gli esemplari di questa specie comunicano tra loro essenzialmente attraverso movimenti della testa. In questa specie, tuttavia, tali movimenti vengono effettuati soprattutto dalle femmine e dai giovani piuttosto che dai maschi, e raramente indicano intenzioni aggressive. Di norma questi animali scuotono su e giù la testa quando un congenere più imponente, sia esso maschio o femmina, si avvicina. Quando si sente minacciata, questa iguana assume una postura aggressiva caratteristica, con le zampe tenute distese che sollevano il corpo dal suolo, il corpo compresso, il dorso inarcato per mettere bene in mostra la cresta spinosa e la regione della gola rigonfia. I maschi che sfidano un congenere per il territorio assumono un atteggiamento simile, ma muovono frequentemente la testa e spazzano il suolo con la coda da una parte all'altra.

### Alimentazione

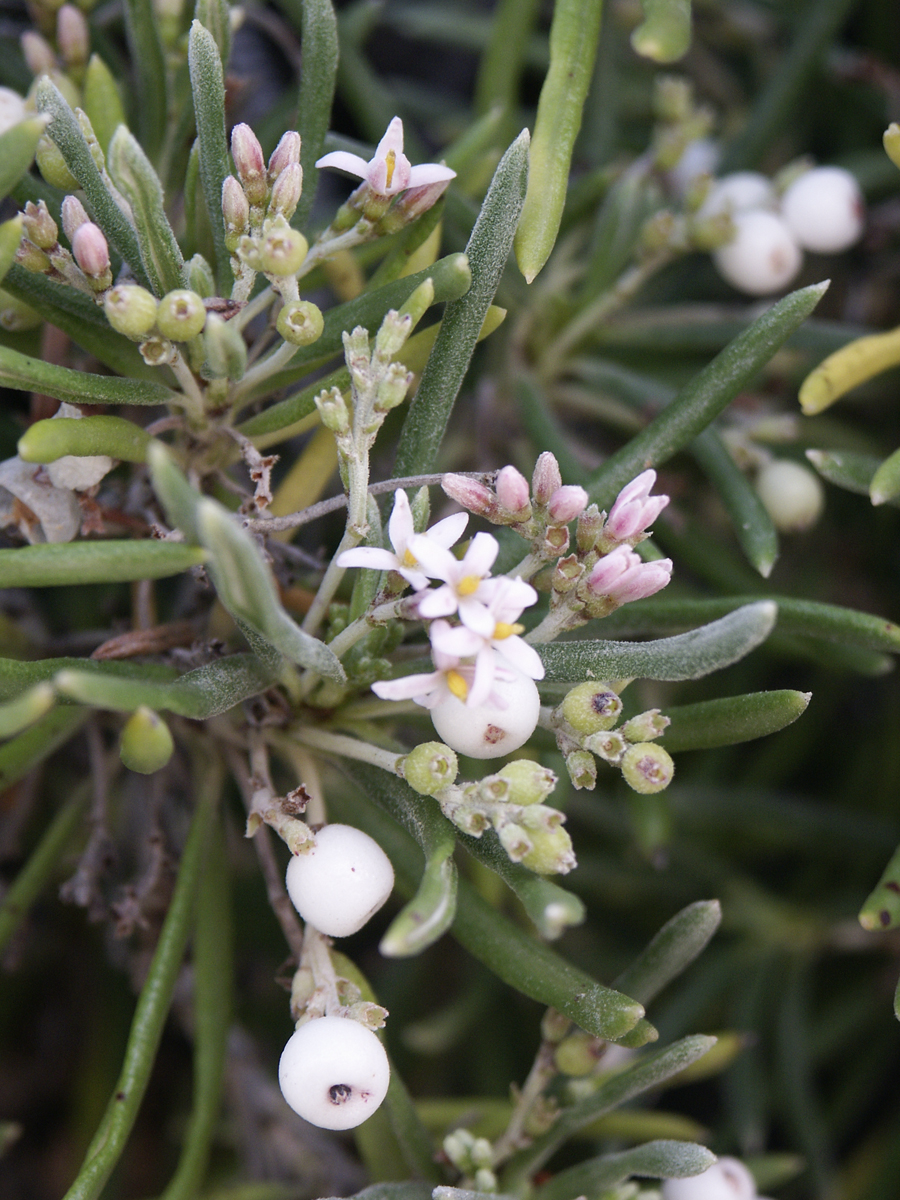
Le bacche di Strumpfia costituiscono un’importante fonte di nutrimento, soprattutto per le giovani iguane.

Come tutte le specie di Cyclura, Cyclura carinata è essenzialmente erbivora, e consuma foglie, fiori e frutti di oltre 58 specie diverse di piante. Il regime alimentare varia a seconda del periodo dell’anno - questi animali mangiano soprattutto foglie in inverno e fiori e frutti in primavera ed estate - e dell’età - i giovani mangiano più frutti degli adulti, che consumano soprattutto foglie. Durante il primo anno di vita i giovani consumano principalmente frutti di Strumpfia, ma anche di Erithalis e di Ernodea. Anche gli adulti consumano comunemente frutti di Antirhea, Casasia, Coccoloba, Eugenia, Manilkara, Psidium e Thrinax. Sono inoltre ghiotti delle foglie di Ziziphus taylori, Guaiacum sanctum e Acacia acuifera, nonché dei fiori di Ernodea. Per digerire un pasto molto ricco di cellulosa, Cyclura carinata dispone di colonie di nematodi che occupano una buona parte del suo cieco. La dieta viene molto raramente integrata con insetti, molluschi, crostacei, aracnidi, lucertole, frammenti di pelle e carogne. Le analisi del contenuto digestivo di queste iguane ha inoltre rivelato la presenza di frammenti di terra e di pietre, ma non sappiamo se la loro ingestione sia intenzionale o accidentale.
Le iguane si nutrono tutti i giorni, se il tempo lo permette. Tuttavia è stato osservato che escono un maggior numero di volte dal rifugio per andare in cerca di cibo nel periodo estivo, mentre in inverno mangiano generalmente una sola volta al giorno. È da notare che le femmine gravide riducono la loro alimentazione durante questo periodo, ma riprendono un comportamento normale dopo la deposizione delle uova. Sorprendentemente, Cyclura carinata utilizza il suo odorato per localizzare il nutrimento, ed è anche in grado di trovare rapidamente dei frutti nel proprio ambiente naturale. Per raggiungere il cibo, si arrampica con abilità su alberi e arbusti, ed esemplari di questa specie sono stati osservati raccogliere fiori e frutti fino ad un’altezza massima di 5 m.
Uno studio condotto nel 2000 dalla dottoressa Allison Alberts allo zoo di San Diego ha rilevato che questi animali partecipano alla dispersione dei semi di numerose piante, e che i semi che sono passati attraverso il loro tratto digerente germinano più rapidamente degli altri. I semi contenuti nei frutti consumati dalle iguane godono di un reale vantaggio adattativo, in quanto germinano prima della fine della breve stagione delle piogge. Cyclura carinata rappresenta inoltre un ottimo sistema di dispersione dei semi, soprattutto quando le femmine migrano verso i siti di nidificazione, ed essendo i più grandi erbivori del loro ecosistema insulare sono essenziali per mantenere un equilibrio tra il clima e la vegetazione.
Come le altre lucertole erbivore, Cyclura carinata deve fronteggiare un problema di osmoregolazione: la materia vegetale contiene più potassio e meno sostanze nutritive rispetto alla carne, e gli animali devono quindi consumarne grandi quantità per soddisfare il loro fabbisogno metabolico. A differenza di quelli dei mammiferi, i reni dei rettili non possono concentrare la loro urina per conservare l’acqua corporea. Al contrario i rettili espellono attraverso la loro cloaca degli acidi urici tossici. Nel caso di Cyclura carinata, che consuma molti vegetali, l’eccesso di ioni salini viene espulso attraverso una ghiandola del sale, allo stesso modo degli uccelli.

### Ciclo vitale

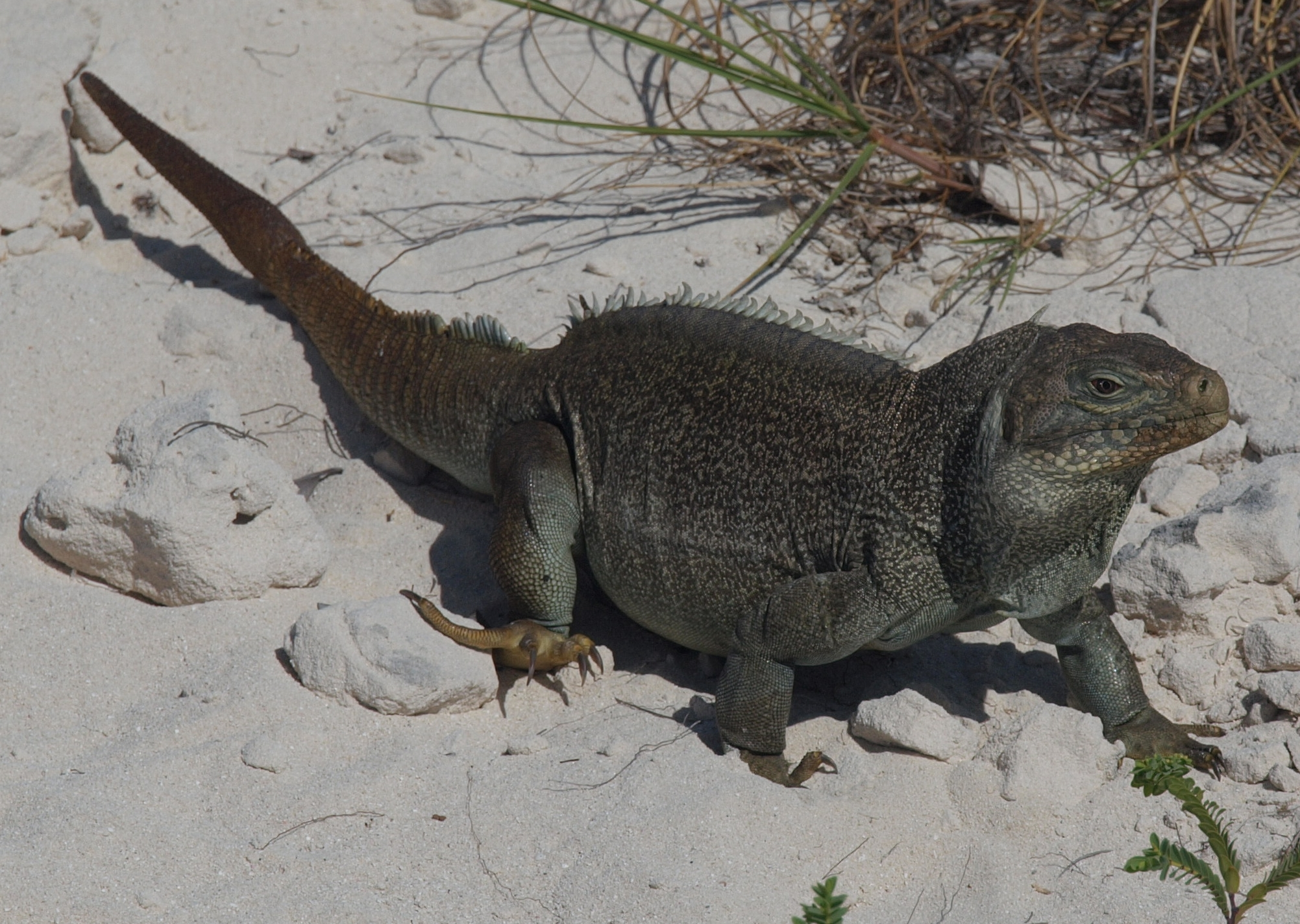
Femmina di Cyclura carinata.

I maschi adulti divengono sessualmente maturi quando raggiungono una lunghezza di 220 mm dal muso alla base della coda, e un peso generalmente compreso tra 375 e 475 g. Ciò avviene generalmente all'età di 7 anni. Presso le femmine, la maturità viene raggiunta ad una lunghezza di 180–200 mm dal muso alla base della coda per un peso di 200-300 g, caratteristiche raggiunte verso l'età di 6 anni. I maschi sono territoriali, e difendono tutto l'anno una zona che dà loro accesso al nutrimento e alle femmine. Le femmine divengono territoriali solamente quando difendono il proprio sito di nidificazione, al momento della deposizione delle uova e durante alcune settimane dopo.
I maschi iniziano a mostrare interesse per le femmine nel mese di aprile, e possono essere visti seguirle sul terreno, senza mai però effettuare una vera e propria parata nuziale. Le femmine, in risposta, scuotono su e giù la testa, e si allontanano per pochi metri prima di fermarsi e scuotere nuovamente la testa. Questa scena può ripetersi fino a 12 volte, e questo periodo di pre-parata nuziale sembra testimoniare la preoccupazione dei maschi di restare in contatto con le femmine prima del periodo nuziale, a meno che non costituisca anche un modo per indurre la ricettività nelle femmine, ma questa ipotesi non è mai stata confermata in questa specie. I maschi mostrano quindi sempre più interesse per le femmine fino a quando esse non divengono ricettive, nel mese di maggio. Al momento dell’accoppiamento, il maschio si avvicina lentamente alla femmina, tenendo il corpo vicino al suolo, mentre questa scuote la testa alla vista del maschio. Una volta in prossimità immediata della femmina, il maschio gira la testa per ispezionare i suoi fianchi, e scuote verticalmente la testa molto rapidamente, facendola «vibrare» in un modo tipico della parata nuziale di varie iguane. La femmina può allora rifiutare le avances del maschio assumendo una postura caratteristica, con le zampe sollevate, il corpo rigonfio, il dorso inarcato e la coda a terra, o semplicemente fuggendo. Il maschio sale quindi sopra la femmina, afferrandole il collo con la bocca, fa scivolare la coda sotto quella della femmina per allineare le cloache e procede con la copulazione. Questa dura 40-76 secondi, trascorsi i quali gli animali si separano. La copulazione precede direttamente l'ovulazione, e la deposizione delle uova avviene un mese più tardi. Cyclura carinata sembra essere una specie generalmente monogama: la femmina si accoppia una sola volta ogni anno, e probabilmente con lo stesso maschio da un anno all’altro. Al contrario, i maschi sono a volte poligami, e si accoppiano con diverse femmine.
La femmina non rimane sempre nel territorio del maschio con la quale si è accoppiata. È innanzitutto necessario che vi siano condizioni ottimali per costruire un buon nido, il che è piuttosto difficile, in quanto i terreni adatti a scavare una tana sono rari, e su alcune isole l'elevata densità di iguane costituisce un ulteriore problema. Il nido deve essere scavato in una zona dal terreno mobile sufficientemente profondo, tra la costa e le zone rocciose dell’interno. La disponibilità di siti idonei alla nidificazione pone certamente un limite allo sviluppo delle popolazioni. Una volta scavata la tana, la femmina in giugno vi depone da due a nove uova, generalmente durante il mattino. Chiude in seguito la camera contenente le uova, nella quale si va così a formare una sacca d'aria dalle condizioni di umidità particolari, che potrebbe facilitare la respirazione delle uova. Sebbene non mostrino alcun segno di territorialità durante il resto dell'anno, le femmine diventano allora aggressive, e difendono la propria tana da qualsiasi aggressore. Nel caso si avvicini un congenere, essa assume una postura intimidatoria, scuotendo la testa e spalancando la bocca, e scattando in avanti.
Le uova appena deposte misurano 46–58 mm × 28,5-33,5 mm e pesano 19-29,9 g (25,9 in media). Il guscio è allora relativamente sottile e traslucido, ed è possibile vedere all'interno un embrione di 1,5–2 cm di diametro. Il guscio si ispessisce rapidamente e assume un colore bianco immacolato. Man mano che si protrae l’incubazione, le uova crescono di diametro e di peso, potendo raggiungere 46 g appena prima della schiusa. Esse si schiudono in settembre dopo un periodo di incubazione di 90 giorni. Alla schiusa i piccoli misurano generalmente tra 76 e 83 mm, con una coda di 108–121 mm. Sono simili agli adulti, ma hanno una coda proporzionalmente più lunga, una testa proporzionalmente più grande, e striature più marcate sui fianchi. Una volta usciti dalle uova, i piccoli devono uscire dalla camera di incubazione, e vi riescono scavando verticalmente fino a raggiungere l’aria aperta. Quindi la scelta del substrato in cui scavare il nido è fondamentale per il successo della riproduzione, in quanto un substrato troppo duro impedirebbe l’uscita dei piccoli, e questo spiega anche perché le tane scavate dalle femmine sono poco profonde. Il periodo di nidificazione corrisponde in questa specie alla stagione delle piogge. In questo modo, il rischio che le uova si essicchino è limitato, e i piccoli hanno tutte le possibilità di trovare nutrimento in abbondanza, specialmente frutta.
Cyclura carinata raggiunge generalmente un'età di almeno 15 anni, ma certi individui possono raggiungere anche i 20 o, in rari casi, i 25 anni.

### Relazioni interspecifiche
Date le loro dimensioni, gli adulti non hanno predatori naturali nel loro areale, tranne forse alcuni uccelli che possono attaccarli in rari casi. I giovani sono più soggetti agli attacchi. Anche se non sono mai stati individuati con certezza gli aggressori, si può immaginare che, più che degli uccelli, le giovani iguane possano cadere vittima dei granchi o del boa Chilabothrus chrysogaster. Ma le più serie minacce per questi animali sono i gatti e i cani importati sulle isole dall'uomo. I cani uccidono sia gli esemplari giovani che quelli adulti, senza poi necessariamente mangiarli. I gatti, al contrario, considerano le iguane un cibo prelibato, e danno loro la caccia quando tornano ai loro nidi o semplicemente attendono che escano dal rifugio. Possono attaccare iguane che misurano fino a 230 mm. Anche l'uomo consuma la carne delle iguane, e anch'esso può provocare alcune perdite. Quando si sente minacciata, Cyclura carinata si precipita verso il suo rifugio, nascosto tra i cespugli nelle zone dove la vegetazione è più fitta. Quando è messa con le spalle al muro assume la sua postura di minaccia, e può utilizzare la coda per difendersi.
All'interno del tratto digerente di Cyclura carinata sono state rinvenute quattro specie di nematodi: Cyrtosomum mega, Travassozolaimus travassori, Macracis microtyphlon e Mamillomacracis cyclurae. La loro presenza in quantità molto elevate in quasi tutte le iguane studiate conferma la teoria che questi nematodi non siano solo parassiti, ma svolgano un ruolo nella digestione dell’alimentazione ricca di cellulosa delle iguane.

## Distribuzione e habitat

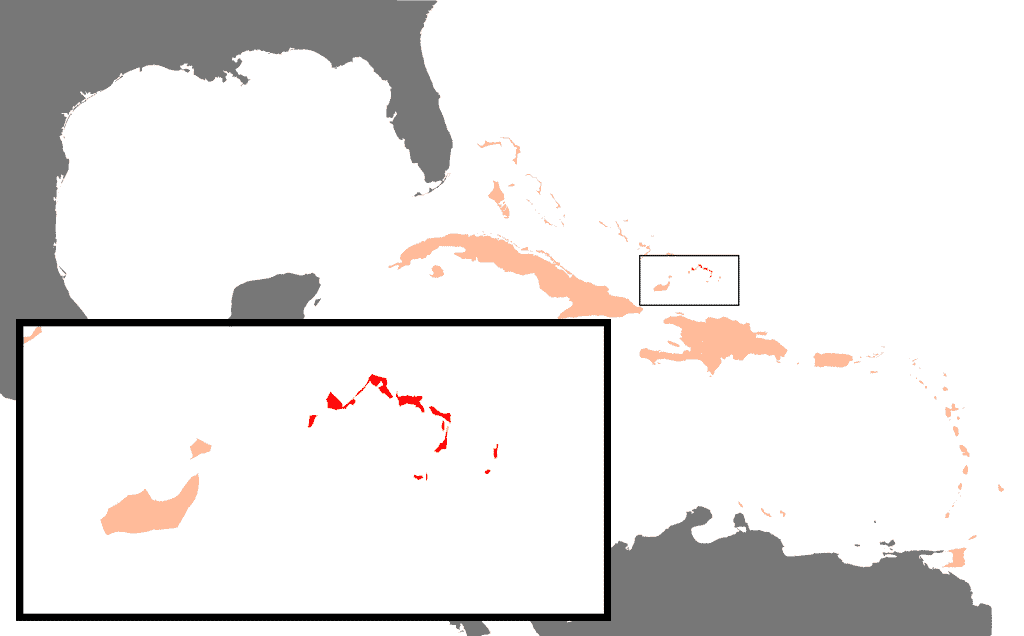
Posizione delle isole Turks e Caicos.

Cyclura carinata è una specie endemica delle isole Turks e Caicos, un insieme di piccole isole situato a sud-est dell'arcipelago delle Bahamas. È presente su 50-60 isole delle oltre 200 che compongono l’arcipelago. Nell’arcipelago vivono in tutto circa 30.000 iguane adulte, che costituiscono 50-60 sottopopolazioni più o meno dense. Il territorio abitato da questa iguana rappresenta solamente 13 km² dei 500 km² dell’arcipelago, ed è principalmente costituito da tre grandi cays: Big Ambergis, Little Ambergris ed East Bay. Big Ambergris ospita meno di 10.000 iguane su un’area di 4,30 km², ma si tratta di un’isola privata dove si stanno sviluppando sempre più attività umane. Al contrario, le densità di popolazione variano molto. Sulle isole prive di predatori possono vivere a volte fino a 30 iguane per ettaro, mentre questi animali sono rari o quasi scomparsi sulle isole ove vivono mammiferi predatori. Nelle Bahamas, troviamo questa specie a Booby Cay, 0,5 km al largo dell’isola di Mayaguana. La popolazione di iguane di questa isola, molto numerosa nel 1977 e nel 1988, conta attualmente circa 750 esemplari.
Cyclura carinata vive su piccole cays, ma il suo areale è stato ridotto ad appena il 5% della superficie originaria, soprattutto a causa dell’introduzione di predatori. Cyclura carinata vive in zone rocciose e in aree ricoperte di sabbia, elemento necessario per la nidificazione. È un animale diurno che trascorre la notte in tane di solito scavate da lui stesso, o in ripari naturali tra le rocce o sotto di esse. La tana ha un'importanza fondamentale per questa specie, e gli animali sembrano conoscere la posizione di tutte le tane del loro territorio, ma anche di quelle dei territori vicini. Possono inoltre trovare rapidamente un rifugio in caso di pericolo. Talvolta può accadere che due esemplari di sesso diverso condividano la stessa tana, ma non è mai il caso di due maschi adulti molto territoriali. La tana scavata dai maschi è generalmente più profonda e più lunga di quella scavata dalle femmine, non solo a causa delle loro dimensioni maggiori, ma anche per il fatto che tane poco profonde sono più adatte a una buona incubazione. Gli animali puliscono regolarmente la loro tana espellendo sabbia, foglie e altri detriti che vi si accumulano.

## Tassonomia
Cyclura carinata è stata descritta per la prima volta dallo zoologo americano Richard Harlan in Fauna Americana nel 1825. Il nome del genere Cyclura, che deriva dal greco antico cyclos (κύκλος), «circolare», e ourá (οὐρά), «coda», fa riferimento ai grandi anelli ben visibili sulla coda di tutti i rappresentanti di questo genere. Il suo appellativo specifico carinata significa «carenata» e si riferisce alle squame dell'animale. La specie è endemica di 50-60 delle 200 isole e isolette che compongono le isole Turks e Caicos. Gli esemplari di Booby Cay venivano un tempo classificate come una sottospecie a parte, Cyclura carinata bartschi, ma tale nome è stato posto tra i sinonimi da Bryan et al. nel 2007. I dati morfologici e genetici indicano che il parente vivente più prossimo a C. carinata è, malgrado le dimensioni maggiori, C. ricordi, diffusa a Hispaniola. Anche C. rileyi, che vive a San Salvador nelle Bahamas, sembra essere sua parente stretta, con la quale condivide una taglia piccola, delle lunghe spine dorsali e l'assenza di grandi placche frontali sulla testa.

## Conservazione

### Minacce
Come la maggior parte delle specie del suo genere, Cyclura carinata è in declino. Nel caso di questa specie, è soprattutto la sua piccola taglia che la rende vulnerabile ai predatori introdotti come cani e gatti. Negli anni ’70 una popolazione di 15.000 iguane venne completamente distrutta in 5 anni da una manciata di cani e gatti portati su Pine Cay dalle persone che lavoravano nell’albergo ivi presente. La concorrenza per il pascolo con il bestiame domestico e selvatico costituisce un fattore secondario di questa triste dinamica. Pertanto, uno studio del 1995 riportò la scomparsa di 13 sottopopolazioni durante i 20 anni precedenti. Inoltre, circa il 30% della popolazione attuale vive su un'isola privata, il che ne rende la salvaguardia incerta. Tutti questi motivi giustificano la scelta della IUCN di classificare questa specie in pericolo critico di estinzione.

### Misure di protezione

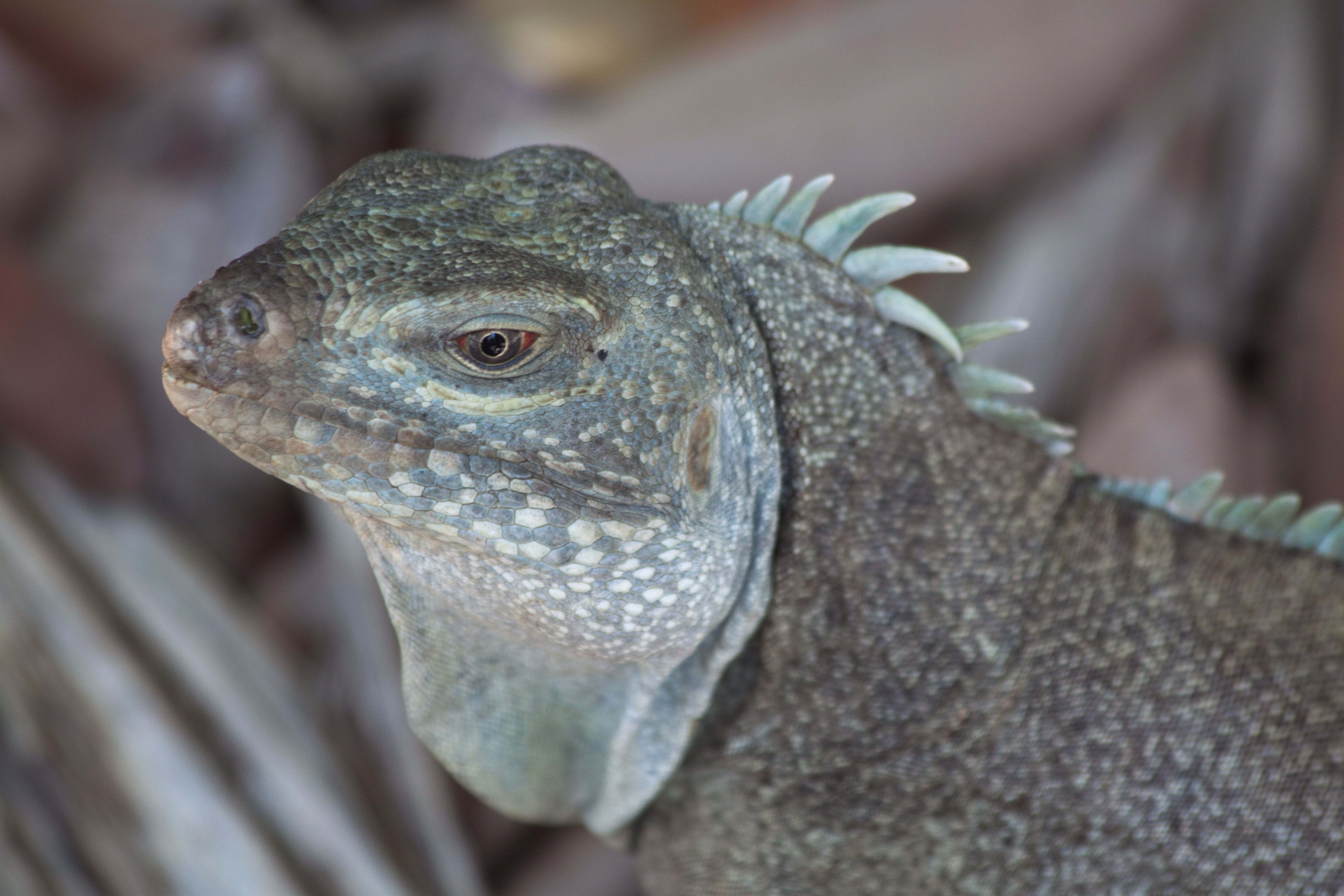
Cyclura carinata.

Anche se Little Water Cay ospita più di 2000 esemplari, Cyclura carinata è stata spazzata via da altre cays del suo antico areale. Little Water Cay è attualmente una riserva naturale e sull’isola non sono ammessi né cani né gatti, al fine di garantire la sopravvivenza di questa specie in pericolo critico di estinzione.
Nel 2000, alcuni scienziati della divisione della Conservazione e della ricerca per le specie minacciate di estinzione (CRES) dello zoo di San Diego, sotto la direzione del Conservation Research Fellow Glenn Gerber, trasferirono 218 iguane di Big Ambergris e Little Water Cay, ove le loro popolazioni erano minacciate, su quattro isolette disabitate all’interno di zone protette delle isole Turks e Caicos come Long Cay, dopo l’eradicazione della popolazione di gatti ivi presente. Fino ad oggi, queste iguane hanno registrato un tasso di sopravvivenza del 98%; si sono adattate alle nuove condizioni e già nella stagione di riproduzione successiva si erano riprodotte con successo. I giovani nati dalla riproduzione degli animali trasferiti nel 2002 superarono le dimensioni dei loro omologhi presenti sulle cays dalle quali provenivano i loro antenati di oltre il 400%. Questi risultati sono particolarmente incoraggianti in vista di future nuove operazioni di questo tipo.
La legislazione volta a proteggere le iguane è stata redatta dal governo delle isole Turks e Caicos nel 2003. Inoltre, il National Trust delle isole Turks e Caicos cura l’amministrazione di Little Water Cay e garantisce che il sito non venga mal gestito. È stato inoltre lanciato un programma per eradicare i gatti selvatici a Pine Cay e Water Cay. A Booby Cay, la popolazione è protetta allo stesso modo delle altre iguane delle Bahamas sotto l’egida del Wild Animal Protection Act del 1968. Quest’isola, che costituisce anche un rifugio e un sito di nidificazione per numerosi uccelli marini, è stata designata come futura area protetta, e soprattutto vi è stato pianificato un programma di eradicazione delle capre, che costituiscono la principale minaccia per le iguane.